# Oceans of Slumber
Oceans of Slumber ist eine US-amerikanische Progressive-Metal-Band aus Houston, Texas, die 2011 gegründet wurde.

## Geschichte
Die Band wurde im Jahr 2011 gegründet. In Eigenveröffentlichung erschien 2013 das Debütalbum Aetherial. Hierauf besteht die Band aus dem Sänger Ronnie Allen, dem Schlagzeuger Dobber Beverly, dem Bassisten Keegan Kelly und den Gitarristen Anthony Contreras und Sean Gary. Das Album war von Russ Russell abgemischt und gemastert worden. Dadurch erreichte die Gruppe die Aufmerksamkeit von Century Media, worauf die Unterzeichnung eines Plattenvertrags erfolgte. Bei diesem Label erschien als erstes 2015 die EP Blue, auf der die Gruppe Emperor, Pink Floyd, Candlemass und Led Zeppelin covert. Im selben Jahr ging es zudem mit Evergrey und Voyager auf eine US-Tournee. Das erste Album über Century Media schloss sich Anfang 2016 unter dem Namen Winter an. Das Album war vom Produzenten Craig Douglas bei Origin Sound aufgenommen worden, einige Aufnahmen hatten zudem mit Mike BBQ im Big Door Studio stattgefunden. Das Material war erneut von Russ Russell abgemischt und gemastert worden. Auf dem Album ist unter anderem eine Coverversion von Nights in White Satin, im Original von The Moody Blues, enthalten.
Am 2. März 2018 erschien das Album The Banished Heart.
Nach einem tiefgreifenden Besetzungswechsel – beide Gitarristen und der Bassist verließen die Band – wurde am 4. September 2020 das selbstbetitelte Nachfolgewerk veröffentlicht.

## Stil
James Christopher Monger von Allmusic hörte bei der Band eine Mischung aus Progressive Rock, Death Doom, Groove Metal und Psychedelic Rock heraus. In der Bandbiografie auf oceansofslumber.com gab Dobber Beverly an, dass die Einflüsse der Band von Country bis Jazz reichen und nannte Stevie Ray Vaughan, King’s X, Watchtower, Pantera, Absu und Imprecation als einige der Einflüsse. Prog Sothoth von progarchives.com schrieb, dass die Band Progressive Metal spielt, den man nur schwer klassifizieren kann. In den Songs könne man Einflüsse von Faith No More, Opeth, Dream Theater und Soundgarden heraushören.

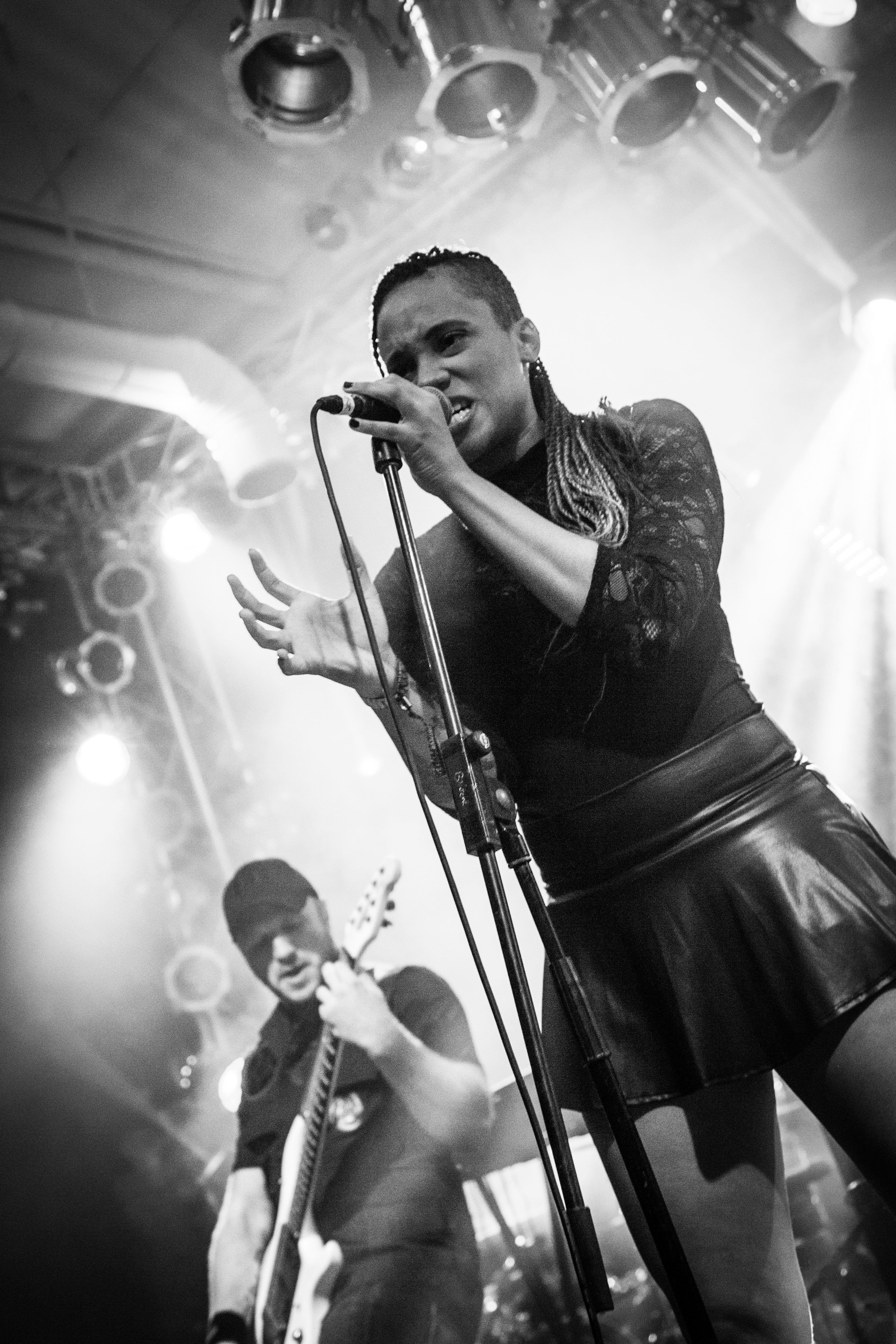
Leadsängerin Cammie Gilbert (2016)

Im Interview mit Andreas Schiffmann vom Rock Hard gab Dobber Beverly an, dass der Titel Winter die Themen aller Lieder zusammenfasst. Der Begriff stehe in diesem Zusammenhang nicht für die Jahreszeit, sondern für eine „Befindlichkeit und Lebensprinzip“ und für „harte Zeiten und Fehler“. Die Texte seien, bis auf einen, nicht von der Sängerin Gilbert geschrieben worden, sondern von den anderen oder ehemaligen Mitgliedern. Allerdings würden viele Arrangements von Gilbert stammen. Zudem meinte Beverly, dass die Gruppe keine Grenzen zwischen Southern Rock, Jazz, Blues und „hartem Stoff“ kennt. Eine Ausgabe zuvor hatte Boris Kaiser Winter rezensiert. Er bezeichnete die Musik als Progressive Metal. Man könne die Musik zwar zwischen Gojira, Between the Buried and Me, Twitching Tongues, Leprous und The Great Discord einordnen, jedoch klinge sie doch komplett anders, da sie melodischer und gefühlvoller sei. Der Gesang sei „soulig-bluesig“. Teilweise könne man in den Liedern auch Einflüsse von Tori Amos heraushören. Die Gruppe mache gelegentlich von Blastbeats Gebrauch und setze teilweise „djentige Subwoofer-Tests“ ein.
Sebastian Kessler vom Metal Hammer bemerkte in seiner Rezension zum Album, dass der Begriff „Progressive Metal“ zur Beschreibung nicht ausreicht. Das Grundgerüst der Lieder seien „düstere, ätherische Klänge mit zunächst nur leichter Metal-Schlagseite, die an The Gathering erinnern“, in das die Band atmosphärische und psychedelische King-Crimson-Einflüsse sowie Doom-Death-, Jazz- und Black-Metal-Passagen einarbeite. Die Gruppe pendele dabei zwischen Ghost Brigade und Dimmu Borgir. Liedstrukturen, Rhythmen und Riffs seien dabei sehr anspruchsvoll. In den Songs setze die Band auch ein Piano oder Folk-Instrumente ein.

## Diskografie

### Alben
- 2013: Aetherial (Selbstverlag)
- 2016: Winter (Century Media)
- 2018: The Banished Heart (Century Media)
- 2020: Oceans of Slumber (Century Media)
- 2022: Starlight and Ash (Century Media)
- 2024: Where Gods Fear to Speak (Season of Mist)

### EPs
- 2015: Blue (Century Media)